# 볼리비아 요리

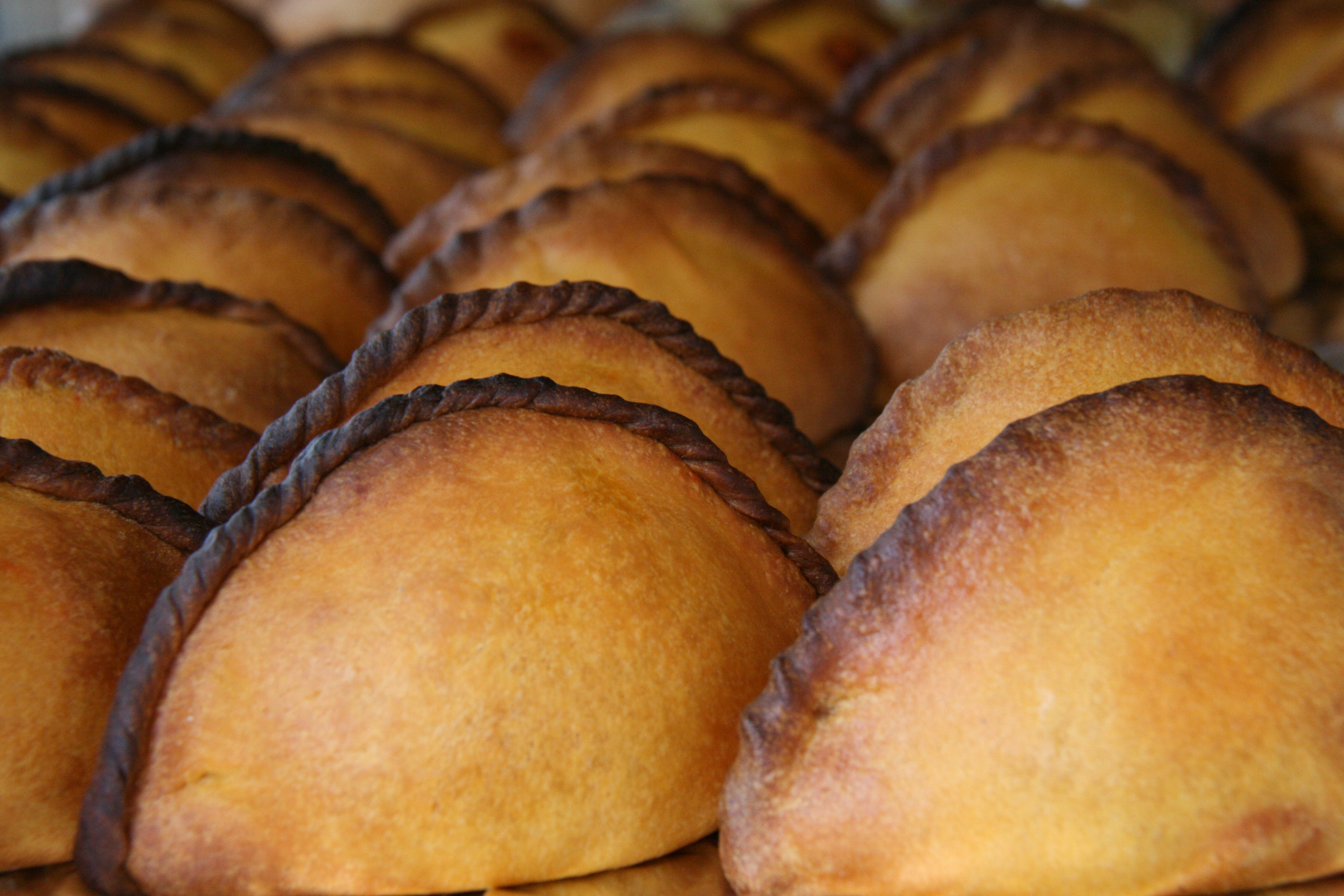
살테냐

볼리비아 요리(Bolivia 料理, 스페인어: cocina boliviana 코시나 볼리비아나[*])는 남아메리카에 있는 볼리비아의 요리이다.

## 같이 보기
- 남아메리카 요리
- 라틴 아메리카 요리